# Ананаваям
Ананаваям (Ананапыльген) — река на северо-востоке полуострова Камчатка.
Длина реки — 32 км. Протекает по территории Олюторского района Камчатского края. Впадает в Олюторский залив (лагуна Анана).
Названа по лагуне Анана, что в переводе с коряк. означает «лекарственное растение».

## Данные водного реестра
По данным государственного водного реестра России относится к Анадыро-Колымскому бассейновому округу.
Код объекта в государственном водном реестре — 19060000212120000002518.